# Paul Poirier
Paul Poirier (* 6. November 1991 in Ottawa) ist ein kanadischer Eistänzer. Er nahm an den Olympischen Winterspielen 2010, 2018 und 2022 teil. Bei den Vier-Kontinente-Meisterschaften 2024 gewann er zusammen mit Piper Gilles die Goldmedaille. 2021 und 2023 gewannen sie jeweils Bronze bei den Weltmeisterschaften.

## Persönliches
Im Juni 2021 äußerte sich Poirier in einem Interview zu seinen Erfahrungen als homosexueller Sportler.

## Karriere
Im Jahr 2001 begann Poirier zusammen mit Vanessa Crone zu trainieren. Bei den Eiskunstlauf-Juniorenweltmeisterschaften 2008 belegte das Paar den zweiten Platz. Bei den Olympischen Winterspielen 2010 erreichten sie Platz 14.
Am 27. Juli 2011 bildete Poirier mit der US-Amerikanerin Piper Gilles ein Paar. Sie trainierten im Scarboro Figure Skating Club in Scarborough, Ontario, bei Carol Lane. 2012 erreichten sie bei den kanadischen Meisterschaften Rang drei. Im selben Jahr gewannen sie die „US Classics“ der „ISU Challenger Series“ in Salt Lake City.
Piper Gilles wurde während der Saison 2013/14 kanadische Staatsbürgerin, um auch bei Olympischen Spielen für Kanada an den Start gehen zu dürfen. Weil Poirier und Gilles jedoch nur vierte bei den kanadischen Landesmeisterschaften wurden, verpassten sie die Teilnahme in Sotschi 2014. In derselben Saison gewannen sie aber die Silbermedaille bei den Vier-Kontinente-Meisterschaften.
In den folgenden Jahren nahm das Eistanzpaar regelmäßig an Weltmeisterschaften teil, bei denen sie sich um Rang acht platzierten; ihr bestes Ergebnis war der sechste Platz im Jahr 2015. Der zweite Platz bei den kanadischen Meisterschaften 2018 hinter Tessa Virtue und Scott Moir bedeutete auch die Teilnahme an den Olympischen Winterspielen 2018 in Pyeongchang. Nach Rang neun im Kurzprogramm und Rang acht in der Kür bedeutete das den achten Platz im Endklassement.
In der Saison 2019/2020 gewannen Gilles und Poirier mit Skate Canada ihren ersten Grand-Prix-Wettbewerb. Außerdem wurden sie zum ersten Mal kanadische Meister im Eistanz. Bei den Vier-Kontinente-Meisterschaften gewannen sie die Silbermedaille.

## Ergebnisse
Zusammen mit Piper Gilles im Eistanz:
| Meisterschaft / Jahr            | 2012    | 2013    | 2014    | 2015    | 2016    | 2017    | 2018    | 2019    | 2020    | 2021    | 2022    | 2023    | 2024    | 2025    |
| ------------------------------- | ------- | ------- | ------- | ------- | ------- | ------- | ------- | ------- | ------- | ------- | ------- | ------- | ------- | ------- |
| Olympische Spiele               |         |         |         |         |         |         | 8.      |         |         |         | 7.      |         |         |         |
| Weltmeisterschaften             |         | 18.     | 8.      | 6.      | 8.      | 8.      | 6.      | 7.      |         | 3.      | 5.      | 3.      | 2.      | 2.      |
| Vier-Kontinente-Meisterschaften |         | 5.      | 2.      | 4.      | 5.      | 6.      |         | 3.      | 2.      |         |         |         | 1.      | 1.      |
| Kanadische Meisterschaften      | 3.      | 2.      | 4.      | 2.      | 2.      | 3.      | 2.      | 2.      | 1.      |         | 1.      |         | 1.      | 1.      |
| Grand-Prix-Wettbewerb           | 2011/12 | 2012/13 | 2013/14 | 2014/15 | 2015/16 | 2016/17 | 2017/18 | 2018/19 | 2019/20 | 2020/21 | 2021/22 | 2022/23 | 2023/24 | 2024/25 |
| Grand-Prix-Finale               |         |         |         | 5.      |         |         |         |         | 5.      |         |         | 1.      | 3.      | 5.      |
| Cup of China                    |         |         |         |         |         |         |         |         |         |         |         |         | 1.      |         |
| Cup of Russia                   |         |         | 6.      |         |         |         | 4.      |         | 2.      |         |         |         |         |         |
| Grand Prix Espoo                |         |         |         |         |         |         |         |         |         |         |         | 1.      |         | 2.      |
| Internationaux de France        |         | 6.      |         | 2.      | 2.      | 3.      |         | 3.      |         |         | 2.      |         |         |         |
| NHK Trophy                      |         |         | 5.      |         |         |         |         |         |         |         |         |         |         |         |
| Skate America                   |         |         |         |         | 3.      |         | 4.      |         |         |         |         |         |         |         |
| Skate Canada                    |         | 4.      |         | 2.      |         | 3.      |         | 3.      | 1.      |         | 1.      | 1.      | 1.      | 1.      |

## Galerie

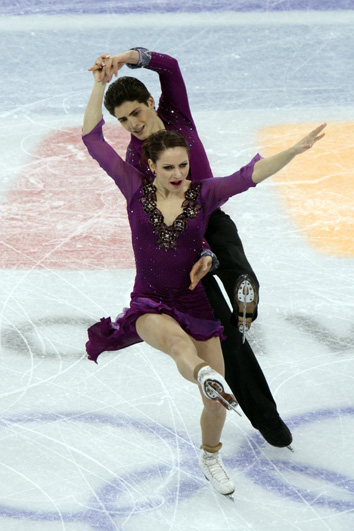
Poirier und Crone bei den Olympischen Winterspielen 2010
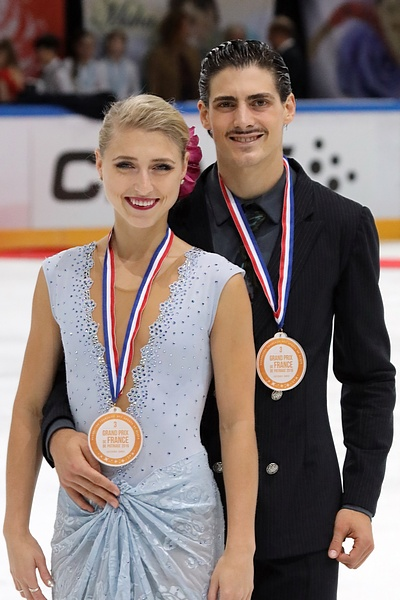
Poirier und Gilles beim Grand Prix de France 2016
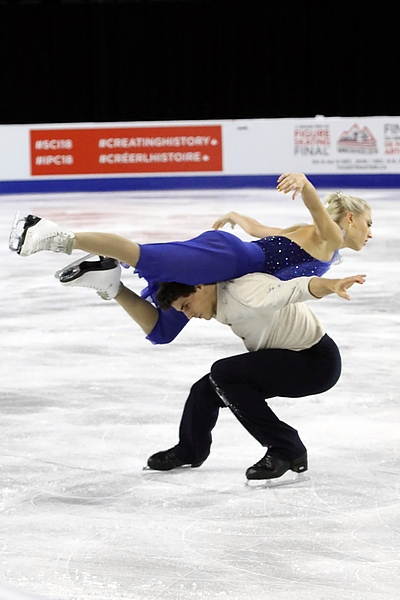
Poirier und Gilles bei Skate Canada 2018
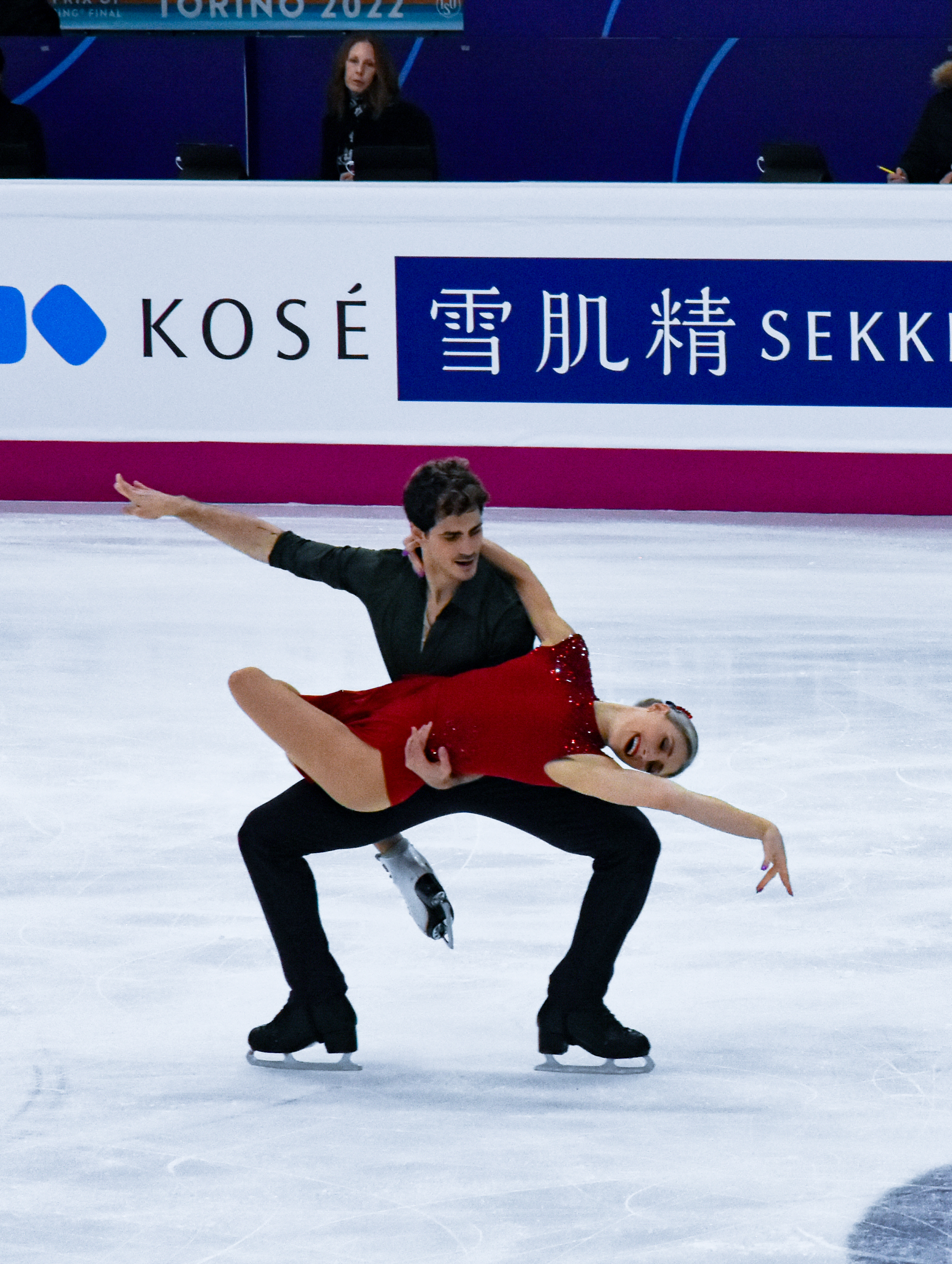
Poirier und Gilles beim Grand-Prix-Finale 2022
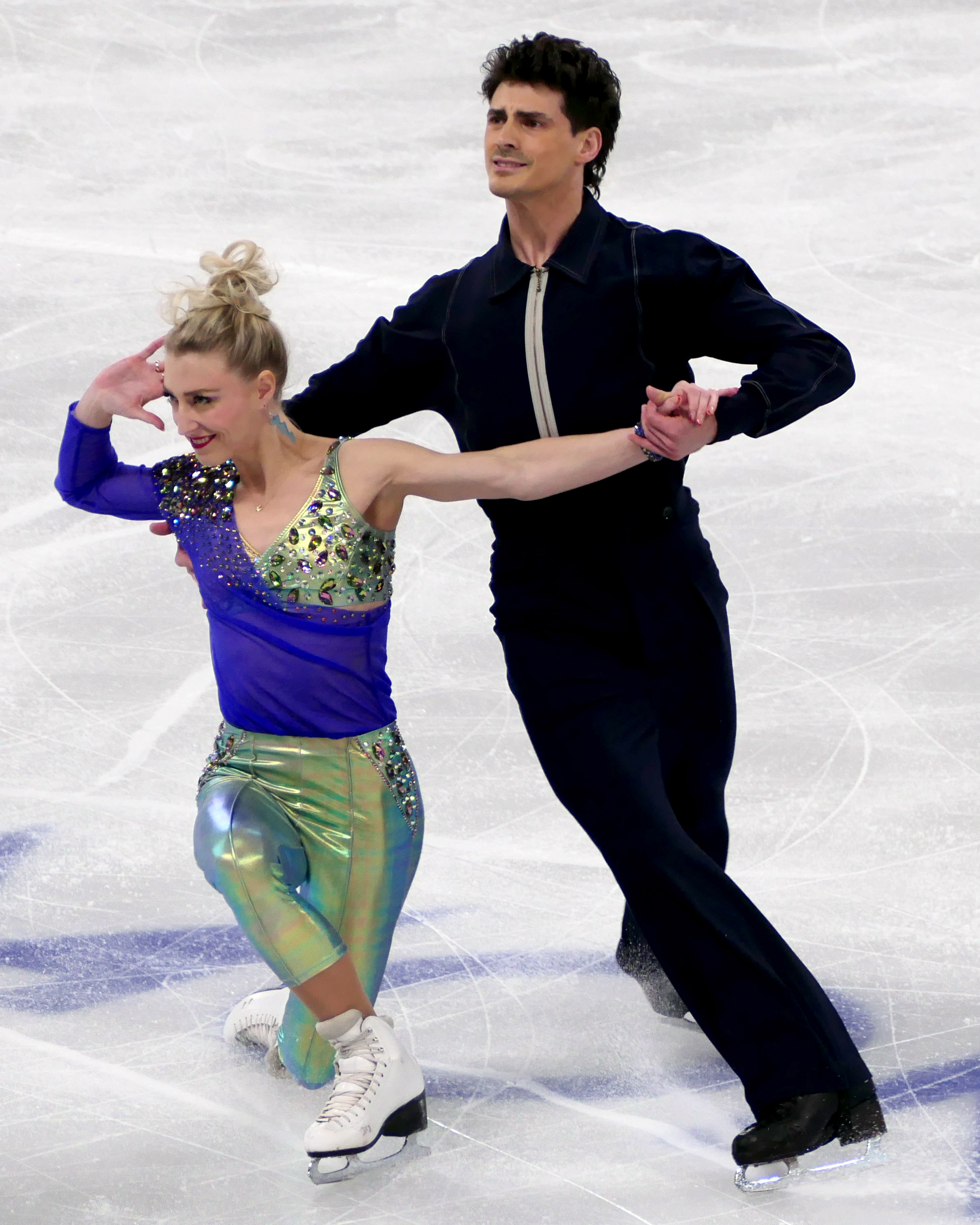
Poirier und Gilles bei der WM 2024